# Len Matela
Leonard Matela (Merrillville, 27 januari 1980) is een Amerikaans voormalig basketballer.

## Carrière
Matela speelde collegebasketbal voor de Bowling Green Falcons tot in 2002 toen hij deelnam aan de NBA draft waar hij niet gekozen werd. Hij ging spelen voor het Duitse Mitteldeutscher BC voordat hij aan de slag ging bij de Antwerp Giants waar hij speelde tussen 2003 en 2007. In zijn laatste seizoen bij Antwerpen werd hij uitgeroepen tot MVP van de Belgische competitie. Nadien ging hij nog spelen voor Spirou Charleroi van 2007 tot 2010 en van 2010 tot 2012 voor Liège Basket.

## Erelijst
- Belgische competitie MVP: 2006/07